# John Mearsheimer
John J. Mearsheimer (/ˈmɜːrʃhaɪmər/; sinh ngày 14 tháng 12 năm 1947) là một giáo sư Hoa Kỳ về khoa học chính trị tại đại học Chicago. Ông là một lý thuyết gia về quan hệ quốc tế. Ông được biết đến nhiều qua cuốn sách 2001 về chủ nghĩa tân hiện thực thế công, Thảm kịch của chính trị siêu cường, Mearsheimer cũng cùng viết với Stephen Walt, cuốn sách bán rất chạy Nhóm lợi ích Do thái và chính sách đối ngoại Hoa Kỳ (2007). Cuốn sách 2011 của ông Tại sao các lãnh tụ lại nói dối: Sự thật về nói láo trong chính trị quốc tế, theo cuộc phỏng vấn với báo The Boston Globe, bài học của cuốn sách: "nói dối một cách chọn lọc, nói dối cho giỏi, và sau cùng làm cho thật giỏi."

## Thời thơ ấu và học vấn
Mearsheimer sinh tháng 12 năm 1947 tại Brooklyn, New York.Ông lớn lên ở New York City cho tới khi được 8 tuổi, thì gia đình dọn tới Croton-on-Hudson, New York, một ngoại ô ở Quận Westchester, New York.
Khi được 17 tuổi, Mearsheimer tham gia quân đội Hoa Kỳ. Sau một năm, ông theo học trường võ bị Hoa Kỳ tại West Point 1966–1970. Sau khi tốt nghiệp, ông phục vụ 5 năm với tư cách là sĩ quan ngành không quân.
1974, trong khi ở trong Không quân Hoa Kỳ, Mearsheimer lấy bằng thạc sĩ về Quan hệ quốc tế từ University of Southern California. Sau đó ông theo học Cornell University vào năm 1980 lấy được bằng tiến sĩ về quan hệ quốc tế. 1978–1979, ông nghiên cứu tại viện Brookings ở Washington, D.C.; 1980–1982, ông làm việc tại trung tâm quan hệ quốc tế của Harvard University. 1998–1999, ông là một thành viên Whitney H. Shepardson tại Hội đồng về quan hệ quốc tế ở New York.

## University of Chicago
Từ 1982, Mearsheimer là thành viên của khoa khoa học chính trị tại University of Chicago. Ông là giảng viên 1984, giáo sư 1987, và được chọn làm giáo sư R. Wendell Harrison Distinguished Service 1996. Từ 1989–1992, ông được chức khoa trưởng.
Các cuốn sách của Mearsheimer gồm có Conventional Deterrence (1983) đã đoạt được giải sách Edgar S. Furniss Jr., Nuclear Deterrence: Ethics and Strategy] (cùng viết, 1985); Liddell Hart and the Weight of History (1988); The Tragedy of Great Power Politics (2001), đã đạt được Lepgold Book Prize; The Israel Lobby and U.S. Foreign Policy (2007); và Why Leaders Lie: The Truth About Lying in International Politics (2011). Những bài viết của ông đã xuất hiện trên những báo chí hàn lâm như International Security và những tạp chí phổ thông như The London Review of Books. Ông cũng viết những bài bình luận cho The New York Times, Los Angeles Times, và Chicago Tribune.
John Mearsheimer là một trong những người đứng hàng đầu một phái chủ nghĩa tân hiện thực trong quan hệ quốc tế, gọi là tân hiện thực tấn công, cho rằng các quốc gia không thỏa mãn với quyền lực được giao cho, mà muốn kiểm soát các nước khác để bảo đảm an ninh.

## Conventional deterrence
Cuốn sách đầu tay của Mearsheimer Conventional Deterrence (1983) nói về câu hỏi, những quyết định để khởi đầu một cuộc chiến tùy thuộc như thế nào từ kết quả của xung đột quân sự. Nói cách khác, lòng tin về kết quả của cuộc chiến của những người quyết định ảnh hưởng thế nào đến sự thành công hay thất bại của sự ngăn trở? Lý luận căn bản của Mearsheimer là sự ngăn trở thường có hiệu lực khi kẻ có thể tấn công tin tưởng là cuộc tấn công sẽ khó mà thành công hay rất tốn kém. Nếu kẻ muốn tấn công có lý do để tin tưởng cuộc tấn công rất có thể thành công và chỉ gây ít tốn kém, thì sự ngăn trở sẽ thất bại. Ngày nay nó được đa số chấp nhận đó là nguyên tắc hoạt động của sự ngăn trở. Nhất là khi Mearsheimer lý luận là sự thành công của sự ngăn cản được quyết định bởi chiến lược đối phó với kẻ dự định tấn công. Ông ta đưa ra 3 chiến lược. Đầu tiên, chiến lược làm hao mòn, gây ra một sự không chắc chắn về kết quả cuộc chiến và tổn thất cao cho kẻ tấn công. Thứ hai, chiến lược giới hạn mục tiêu, mà gây ra ít nguy cơ và ít tốn kém. Đối với Mearsheimer, những thất bại thường là do lòng tin của họ có thể thành công thực hiện được một chiến lược chiến tranh cấp tốc (blitzkrieg) với xe tăng và các lực lượng cơ khí được dùng để xâm nhập vào sâu một cách nhanh chóng để phá vỡ hậu cần của quân thù. Hai chiến lược đầu thì khó mà dẫn tới thất bại của việc ngăn ngừa, bởi vì cả hai hoặc khó mà thành công và tốn kém, hoặc ít đạt được gì và cuộc xung đột lại có khả năng đưa tới một cuộc chiến tranh hao mòn. Nếu kẻ tấn công có một chiến lược chiến tranh cấp tốc blitzkrieg chặt chẽ, thì cuộc chiến sẽ có thể xảy ra, bởi vì lợi ích có thể có được sau đó, khi lợi ích nhiều hơn cái giá phải trả và rủi ro gây ra chiến tranh.
Ngoài việc phân tích các trường hợp thế chiến thứ Hai và Cuộc xung đột Ả Rập-Do Thái, Mearsheimer còn diễn giải những liên can của lý thuyết ông với những triển vọng của sự ngăn ngừa cổ điển tại Trung Âu trong cuộc chiến tranh lạnh. Ở đây, ông lý luận là một cuộc tấn công của Liên Xô thì chắc là không thể xảy ra, bởi vì quân đội Liên Xô sẽ không thành công để áp dụng một chiến lược chiến tranh cấp tốc. Sự quân bằng lực lượng, sự khó khăn vận chuyển các lực lượng cơ khí nhanh chóng xuyên qua Trung Âu, và lực lượng NATO đủ mạnh để đối phó với những tấn công của Liên Xô, theo Mearsheimer, làm cho Liên Xô sẽ không khởi đầu một cuộc chiến tranh quy ước ở Âu Châu.

## Chủ nghĩa tân hiện thực tấn công
John Mearsheimer là người cổ võ hàng đầu cho thuyết chủ nghĩa tân hiện thực tấn công. Nó là một lý thuyết cấu trúc, không giống như chủ nghĩa hiện thực cổ điển của Hans Morgenthau, đặt tiền đề nhấn mạnh về sự cạnh tranh an ninh giữa các cường quốc trong hệ thống quốc tế vô tổ chức, mà không đặt nặng bản chất tự nhiên của con người của các chính khách và các nhà ngoại giao. Khác với một lý thuyết cấu trúc khác về chủ nghĩa hiện thực, chủ nghĩa hiện thực phòng thủ của Kenneth Waltz, chủ nghĩa tân hiện thực tấn công cho rằng các quốc gia không thỏa mãn với quyền lực mà họ được giao cho, luôn bành trướng quyền lực vì an ninh, bởi vì cấu kết của hệ thống quốc tế là vô chính phủ đưa tới những khích lệ cho các quốc gia tìm cơ hội để giành quyền lực trên phí tổn của các quốc gia cạnh tranh khác. Mearsheimer tóm tắt quan điểm này trong cuốn sách của ông được xuất bản 2001, The Tragedy of Great Power Politics:
"Mặc dù khó mà ước định được bao nhiêu quyền lực là đủ cho hôm nay và ngày mai, các cường quốc công nhận rằng cách tốt nhất để bảo đảm sự an ninh của mình là giành quyền lãnh đạo bây giờ, để mà loại bỏ những thử thách có thể xảy ra bởi một cường quốc khác. Chỉ có một quốc gia mà không được lãnh đạo đúng đắn mới bỏ lỡ cơ hội để giành quyền lực trong hệ thống quốc tế bởi vì nó nghĩ là nó có đủ quyền lực để tồn tại."
Trong thế giới này, không có cái gọi là "nguyên trạng" (status quo) quyền lực, vì theo Mearsheimer, "Một cường quốc mà có lợi điểm về quyền lực thường ứng xử hung hăn hơn, bởi vì nó có khả năng và khích lệ để làm như thế." Ông ta loại bỏ lý thuyết hòa bình dân chủ, mà tuyên bố rằng các nước dân chủ không bao giờ, hay hiếm mà gây chiến tranh với nhau.
Mearsheimer không tin rằng một quốc gia có thể làm bá chủ toàn cầu, bởi vì có quá nhiều lãnh thổ cũng như quá nhiều đại dương mà ông cho là sẽ ngăn cản quyền lực một cách hiệu quả như những con hào khổng lồ bảo vệ thành trì. Vì vậy ông tin tưởng rằng các quốc gia chỉ có thể đạt được bá quyền từng vùng. Thêm nữa, ông lý luận rằng các quốc gia sẽ tìm cách ngăn ngừa các quốc gia khác trở nên bá chủ một vùng, để khỏi xía vào chuyện nội bộ của mình. Còn các quốc gia mà đã thành bá chủ một vùng, như Hoa Kỳ, sẽ ứng xử như một nước muốn cân bằng lực lượng ở các vùng khác, chỉ can thiệp vào nếu các nước mạnh ở các vùng đó không thể ngăn ngừa sự nổi dậy của một bá chủ. Trong một bài thuyết trình 2004, Mearsheimer khen ngợi sử gia Anh E. H. Carr về quyển sách ông viết 1939,The Twenty Years' Crisis, và lý luận rằng Carr đã chính xác khi ông tuyên bố quan hệ quốc tế là một tranh đấu của tất cả các nước chống lại nhau, luôn đặt quyền lợi nước mình lên trên hết. Mearsheimer khẳng định là quan điểm của Carr vẫn còn giá trị cho năm 2004 cũng như năm 1939, và phàn nàn về ý tưởng lý tưởng hóa vấn đề trong quan hệ ngoại giao mà chiếm số đông trong giới hàn lâm Vương quốc Anh.

## Chiến tranh vùng Vịnh
Trong tháng 1 và đầu tháng 2 năm 1991, Mearsheimer viết 2 bài bình luận trên Chicago Tribune và New York Times lý luận, cuộc chiến tranh giải phóng Kuwait từ lực lượng Iraq sẽ được thực hiện nhanh chóng và dẫn tới một chiến thắng quyết định của Hoa Kỳ, với con số tử thương ít hơn 1 ngàn người lính Mỹ. Quan điểm này đi ngược lại với kiến thức chính quy vào lúc cuộc chiến bắt đầu, dự đoán cuộc xung đột sẽ kéo dài vài tháng và hàng ngàn người lính Hoa Kỳ sẽ phải chết. Lý luận Mearsheimer dựa vào nhiều điểm. Thứ nhất, quân đội Iraq là quân đội của thế giới thứ ba, không chuẩn bị để chiến đấu trong các trận chiến chống lại xe tăng di động. Thứ hai lực lượng thiết giáp của Hoa Kỳ được trang bị và huấn luyện tốt hơn. Thứ ba, pháo binh Hoa Kỳ cũng tốt hơn của Iraq nhiều. Thứ tư, không lực Hoa Kỳ được tự do hành động vì không lực Iraq yếu kém, sẽ gây những hậu quả thảm hại cho bộ binh Iraq. Thứ 5 và sau cùng, việc dàn quân dự bị Iraq lên phía trước báo trước điềm xấu cho khả năng của họ đối đầu với những nỗ lực của Hoa Kỳ phá thủng tuyến phòng thủ của Iraq dọc theo biên giới Saudi-Kuwait. Những dự đoán này hoàn toàn đúng theo như quá trình của cuộc chiến.